# Schwindegg
Schwindegg – miejscowość i gmina w Niemczech, w kraju związkowym Bawaria, w rejencji Górna Bawaria, w regionie Südostoberbayern, w powiecie Mühldorf am Inn. Leży około 20 km na zachód od Mühldorf am Inn, nad rzeką Isen, przy linii kolejowej Monachium – Wels.

## Dzielnice
- Angering
- Reibersdorf
- Schwindach
- Schwindegg
- Wörth
- Walkersaich

## Demografia
Dane o ludności z 31 grudnia 2008:
| Opis                                | Ogółem | Ogółem | Kobiety | Kobiety | Mężczyźni | Mężczyźni |
| ----------------------------------- | ------ | ------ | ------- | ------- | --------- | --------- |
| Jednostka                           | osób   | %      | osób    | %       | osób      | %         |
| Populacja                           | 3507   | 100    | 1781    | 50,78   | 1726      | 49,22     |
| Wiek przedprodukcyjny (0–17 lat)    | 699    | 19,93  | 342     | 9,75    | 357       | 10,18     |
| Wiek produkcyjny (18–65 lat)        | 2215   | 63,16  | 1105    | 31,51   | 1110      | 31,65     |
| Wiek poprodukcyjny (powyżej 65 lat) | 593    | 16,91  | 334     | 9,52    | 259       | 7,39      |

## Polityka
Wójtem gminy jest Karl Dürner z CSU, rada gminy składa się z 16 osób.
|      | CSU | SPD | Zieloni | FuUWG | EWW | Razem |
| 2008 | 7   | -   | 2       | 5     | 2   | 16    |
| 2002 | 7   | 3   | 1       | 4     | 1   | 16    |